# Asplundianthus
Asplundianthus là một chi thực vật có hoa trong họ Cúc (Asteraceae).

## Loài
Chi Asplundianthus gồm các loài: